# Diplomys caniceps
Diplomys caniceps је врста глодара из породице бодљикави или чекињасти пацови (лат. Echimyidae).

## Распрострањење
Ареал врсте је ограничен на једну државу. Колумбија је једино познато природно станиште врсте.

## Угроженост
Подаци о распрострањености ове врсте су недовољни.